# Shanice Craft
Shanice Craft (* 15. Mai 1993 in Mannheim) ist eine deutsche Leichtathletin, die sich auf den Diskuswurf und das Kugelstoßen spezialisiert hat.

## Berufsweg
Craft machte 2012 Abitur am Ludwig-Frank-Gymnasium, einer Eliteschule des Sports in Mannheim, und absolvierte eine Ausbildung bei der Bundespolizei.

## Sportliche Karriere
Nach zahlreichen Meistertiteln im deutschen Schüler- und Jugendbereich und einer Bronzemedaille bei den Jugendweltmeisterschaften 2009 in Brixen gewann sie 2010 bei den ersten Olympischen Jugendspielen in Singapur die Goldmedaille im Diskuswurf. Ihre Siegerweite von 55,49 m war zu diesem Zeitpunkt sowohl ihre persönliche als auch die U18-Weltjahresbestleistung.
2011 siegte sie bei den Junioreneuropameisterschaften in Tallinn mit einer persönlichen Bestleistung von 58,65 m.
2012 errang Craft bei den Juniorenweltmeisterschaften in Barcelona mit U20-Weltjahresbestleistung von 17,15 m die Goldmedaille im Kugelstoßen und fünf Tage später die Silbermedaille im Diskus, womit sie die erfolgreichste Athletin des deutschen Teams war.
2014 holte sie bei den Europameisterschaften in Zürich die Bronzemedaille mit dem Diskus.
2015 stellte Craft beim ISTAF Indoor in Berlin mit 62,07 m eine Hallenweltbestleistung mit dem Diskus auf und gewann bei den U23-Europameisterschaften in Tallinn im Kugelstoßen die Silbermedaille sowie die Goldmedaille im Diskuswurf.
2016 errang Craft bei den Europameisterschaften in Amsterdam erneut die Bronzemedaille im Diskuswurf. Bei den Deutschen Meisterschaften in Kassel holte sie Bronze im Diskuswurf (63,63 m) und kam beim Kugelstoßen mit 17,01 m auf den 4. Platz.
2017 belegte Craft bei den Deutschen Meisterschaften in Erfurt Platz 4 im Diskuswurf (61,43 m).
2018 wurde sie zum zweiten Mal Deutsche Meisterin in Nürnberg im Diskuswurf (62,91 m).
2019 siegte Craft beim Winterwurf-Europacup in Samorin mit Mannschaft und im Diskuswurf mit 59,79 m.
2020 stellte sie am 14. Februar beim ISTAF Indoor in Berlin mit 64,03 m erneut eine Hallenweltbestleistung mit dem Diskus auf.

## Vereinszugehörigkeiten und Trainer
Die 1,84 m große Athletin startet seit dem 1. Januar 2021 für den SV Halle. Zuvor war sie bei der MTG Mannheim. Auf dem Weg zu den Olympischen Spielen in Tokio schloss sich Craft Anfang 2020 der Trainingsgruppe von Bundestrainer René Sack in Halle (Saale) an. Zuvor hatte sie beim Leitenden Bundestrainer Wurf/Stoß Marko Badura in Berlin trainiert. Weitere Trainer waren Sven Schwarz, Iris und Michael Manke-Reimers sowie Michael Hoffmann.

## Auszeichnungen
- 2012: Am Ende der Saison mit 94 von 100 möglichen Punkten zur Juniorsportlerin des Jahres gewählt.

## Trivia
Shanice Craft lebt seit ihrer Geburt in Mannheim. Sie ist die Tochter eines US-amerikanischen Soldaten und einer ehemaligen deutschen Leistungsschwimmerin aus Mannheim.

## Erfolge
National
- Deutsche B-Jugendmeisterin 2009 in Rhede im Diskuswurf
- Deutsche B-Jugendmeisterin 2010 in Ulm im Kugelstoßen und Diskuswurf
- Deutsche U20-Juniorenmeisterin 2012 in Mönchengladbach im Kugelstoßen und Diskuswurf
- Deutsche U23-Juniorenmeisterin 2012 in Kandel im Diskuswurf
- Deutsche U23-Juniorenmeisterin 2013 in Göttingen im Kugelstoßen und Silber im Diskuswurf
- Deutsche U23-Juniorenmeisterin 2015 in Wetzlar im Kugelstoßen
- Bronzemedaille bei den Deutschen Hallenmeisterschaften 2013 in Dortmund im Kugelstoßen (17,66 m)
- Bronzemedaille bei den Deutschen Meisterschaften 2013 in Ulm im Diskuswurf (60,77 m)
- 4. Platz bei den Deutschen Meisterschaften 2013 in Ulm im Kugelstoßen (16,65 m)
- Bronzemedaille bei den Deutschen Meisterschaften 2014 in Ulm im Kugelstoßen (17,75 m)
- Goldmedaille bei den Deutschen Meisterschaften 2014 in Ulm im Diskuswurf (65,88 m)
- Bronzemedaille bei den Deutschen Meisterschaften 2015 in Nürnberg im Diskuswurf (64,79 m)
- 6. Platz bei den Deutschen Meisterschaften 2015 in Nürnberg im Kugelstoßen (16,38 m)
- Bronzemedaille bei den Deutschen Meisterschaften 2016 in Kassel im Diskuswurf (63,63 m)
- 4. Platz bei den Deutschen Meisterschaften 2016 in Kassel im Kugelstoßen (17,01 m)
- 4. Platz bei den Deutschen Meisterschaften 2017 in Erfurt im Diskuswurf (61,43 m)
- Goldmedaille bei den Deutschen Meisterschaften 2018 in Nürnberg im Diskuswurf (62,91 m)

International
- Bronzemedaille bei den U18-Jugendweltmeisterschaften 2009 in Brixen im Diskuswurf (49,15 m)
- Siegerin im Diskuswurf bei den Olympischen Jugendspielen 2010 in Singapur (55,49 m)
- Junioreneuropameisterin 2011 in Tallinn im Diskuswurf (58,65 m)
- Juniorenweltmeisterin 2012 in Barcelona im Kugelstoßen (17,15 m)
- Silbermedaille bei den Juniorenweltmeisterschaften 2012 in Barcelona im Diskuswurf (60,42 m)
- Silbermedaille bei den U23-Europameisterschaften 2013 in Tampere im Kugelstoßen und im Diskuswurf
- Bronzemedaille bei den Europameisterschaften 2014 in Zürich im Diskuswurf (64,33 m)
- Silbermedaille bei den U23-Europameisterschaften 2015 in Tallinn im Kugelstoßen (17,29 m)
- Goldmedaille bei den U23-Europameisterschaften 2015 in Tallinn im Diskuswurf (63,83 m)
- Bronzemedaille bei den Europameisterschaften 2016 in Amsterdam im Diskuswurf (63,89 m)